# 霍姆克羅夫特 (印地安納州)
霍姆克羅夫特（英語：Homecroft）是一個位於美國印地安納州馬里昂縣的城鎮。

## 人口
根據2010年美國人口普查的數據，霍姆克羅夫特的面積為0.62平方千米，當中陸地面積為0.62平方千米，而水域面積為0.00平方千米。當地共有人口722人，而人口密度為每平方千米1,165人。